# Lionel Letizi
Lionel Letizi (Nice, 28 de maio de 1973) é um ex-futebolista francês que atuava como goleiro.

## Carreira
Revelado pelo Nice, estreou como atleta profissional em 1992, conquistando seu primeiro título dois anos depois, na Ligue 2. Permaneceu no clube de sua cidade natal até 1996, tendo jogado 110 partidas. Neste ano, assinou com o Metz, conquistando a Copa da França de 1998-99, teve passagem bem-sucedida durante as 4 temporadas em que defendeu o Metz: foram 130 partidas entre 1996 e 2000.
Sua primeira oportunidade em uma grande equipe foi com o Paris Saint-Germain, tendo participado em 146 jogos até 2006, quando Mickaël Landreau ganhou a titularidade e fez com que Letizi ficasse fora dos planos para a temporada 2006-07. Em junho, foi contratado pelo Rangers numa transferência livre, mas sua experiência no futebol escocês foi curta: prejudicado por uma lesão, o goleiro disputou apenas 7 partidas, e ainda rescindiu o contrato em janeiro de 2007.
Letizi voltaria ao Nice pouco depois, para servir como "tutor" do jovem Hugo Lloris, que iniciava sua carreira. Com a saída deste último para o Lyon, o goleiro pretendia recuperar a titularidade, enquanto que o colombiano David Ospina seria o reserva imediato. Em sua última temporada, Letizi foi o titular da baliza do OGC, tendo inclusive atuado como capitão. Ao final da temporada, encerra a carreira pouco antes de completar 38 anos.

## Seleção
Pela Seleção Francesa de Futebol, Letizi atuou em 4 partidas entre 1997 e 2001. Esteve cotado para disputar a Copa de 1998 como terceiro goleiro, mas acabou cortado por Aimé Jacquet, que optou em selecionar Lionel Charbonnier.
A única competição disputada pelo goleiro foi em 1996, quando ele defendeu os Bleus nas Olimpíadas de Atlanta.

## Títulos

### Com o PSG
- Copa da França: 2 (2004 e 2006)

### Com o Nice
- Ligue 2: 1 (1993-94)

### Com o Metz
- Copa da França: 2 (1999)